# Ullrichplatz
Der Ullrichplatz liegt im Berliner Ortsteil Mahlsdorf. Er ist seit 1996 in der Berliner Denkmalliste als Gartendenkmal verzeichnet. Er wurde bei seiner Anlage im Jahr 1907 als Ullrichsplatz, nach dem Ansiedler Friedrich Ullrichs, benannt. Mitte der 1920er Jahre wurde die Schreibweise in Ullrichplatz geändert.

## Geschichte
In den Jahren 1925/1926 ließ der Landschaftsarchitekt und Groß-Berliner Stadtgartendirektor Erwin Barth in Mahlsdorf-Süd den Ullrichplatz anlegen. Wegen der angrenzenden Bülowstraße (seit 1951: Wilhelm-Blos-Straße) wurde er auch Bülowplatz genannt. Die 160 m × 53 m umfassende Grünanlage befindet sich unweit des Hultschiner Damms. Sie wird begrenzt von der Ebereschenallee (nördlich), der Ullrichstraße (östlich), der Akazienallee (südlich) und der Wilhelm-Blos-Straße (westlich). Mit seiner klaren räumlichen Gliederung und der üppigen Ausstattung an Blumen und Stauden stand der Ullrichplatz in der Tradition der Berliner Nachkriegsstadtplätze der 1920er Jahre.
Beiderseits einer zentralen, parterreartigen Rasenfläche mit flankierenden Beeten schlossen ein Spielplatz im Norden und ein erhöhter Sitzplatz im Süden an. Die Anlage ist allseitig von einer doppelreihigen Gleditschienallee gefasst und erhält dadurch eine ausgesprochen räumliche Wirkung. Die Aufteilung der Fläche in verschiedene Funktionsbereiche erfüllte ästhetische wie soziale Gestaltungskriterien.
Aktuell ist von der ursprünglichen Pracht des Ullrichplatzes kaum noch etwas erlebbar. Ausstattungselemente wie Bänke, Pergolen sowie die umfangreichen Staudenpflanzungen sind nicht mehr vorhanden. Die räumliche Grundstruktur sowie zahlreiche Gehölze der Entstehungszeit sind allerdings erhalten geblieben.
Mit Finanzierungsmitteln des Kinderspielplatz-Sonderprogrammes der Senatsverwaltung für Bildung, Jugend und Wissenschaft in Höhe von 43.000 Euro wurde 2015 der Spielplatz zum Teil ausgebaut. Nach der Investitionsplanung des Bezirkes Marzahn-Hellersdorf sind 54.000 Euro für 2019 zur Sanierung des Spielplatzes vorgesehen.
Am 14. März 2023 wurde auf dem Ullrichplatz die Figur des Sandmännchens aufgestellt. Die Initiatoren Elke und Michael Wiedemann sammelten Spendengelder aus der Bevölkerung. Der Bildhauer Claus Lindner aus Prenzlau erstellte den Entwurf. Die Kunstgießerei Hann in Altlandsberg fertigte die Figur in Bronze.